# Nikolaj Vasil'evič Gorelkin
Nikolaj Vasil'evič Gorelkin (in russo Николай Васильевич Горелкин?; Mosca, 1889 – ...) è stato un diplomatico sovietico.

## Biografia
Laureato al Moskovskij Ėnergetičeskij Institut (MĖI), fu ambasciatore plenipotenziario dell'Unione Sovietica nel Regno d'Italia dall'8 ottobre 1939 fino all'interruzione dei rapporti diplomatici fra i due paesi dopo la dichiarazione di guerra consegnatagli per ordine di Benito Mussolini il 22 giugno 1941.
Lasciò l'Italia il 5 luglio dello stesso anno, e fino al settembre 1942 diresse la fabbrica "Vinilprovod" a Podol'sk.
Dal 1944 al 1952 fu ambasciatore in Uruguay. Nel 1945 prese parte alla Conferenza di San Francisco.